# Майский (Волгоградская область)
Майский — упразднённый посёлок входивший в состав городского округа город-герой Волгоград Волгоградской области. В 2010 году включен в состав Советского района города Волгограда.

## География
Находится на берегу Волги, у впадении балки Кузнецова в Варваровское водохранилище (участок Волго-Донского канала). Граничит по реке с Калачёвским районом Волгоградской области.

## История
Образован в 1951 году на территории Майского сельсовета Городищенского района как посёлок для переселения жителей населённых пунктов попавших в зону затопления Варваровского водохранилища. В частности в село Майское были переселены жители хуторов Цыбенко Майского сельсовета, Гавриловка и Варваровский Варваровского сельсовета. Решением Городищенского исполкома облсовета от 09 августа 1951 года № 28/1441, центр Майского сельсовета перенесен из хутора Цыбенко в село Майское. В 1953 году Майский сельсовет ликвидирован и включен в состав Варваровского сельсовета. В 1956 году сельсовет переименован в Пархоменский. Указом Президиума Верховного Совета РСФСР от 01 февраля 1963 года произведено укрупнение районов Волгоградской области, в результате которого Пархоменский сельсовет передан в состав Калачевского района.
В 1951 году в сел был создан колхоз "1 Мая". В 1957 году колхоз ликвидирован и включен в состав совхоза "Горная Поляна". 
В том же году в составе района был создан Горно-Полянский сельсовет в который был передан и посёлок Майский. Согласно решению Волгоградского облисполкома от 28 июля 1966 года № 16/426 Горнополянский сельсовет Калачевского района был передан в административное подчинение исполкома Советского района г. Волгограда..
В 2006 году сельсовет ликвидирован, посёлок передан в подчинение администрации Советского района г. Волгограда.
В 2010 году включен в состав города в качестве отдаленного микрорайона.

## Население
Согласно результатам переписи 2002 года, в национальной структуре населения русские составляли 69 % из 479 человек.

## Транспорт
Автомобильный и водный транспорт.
Остановки «Посёлок Майский» «Магазин». Автобусы 52э, 54э, 56э.